# Premio Osaragi-Jirō

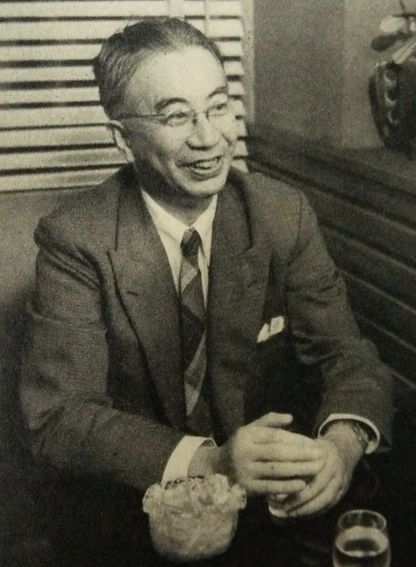
Premio Osaragi-Jirō

El Premio Osaragi-Jirō (jap. 大佛次郎賞, Osaragi Jirō Shō) es un premio de literatura que otorga cada año Asahi Shimbun-sha, una de las empresas mediáticas más grandes de Japón, editora del periódico Asahi Shimbun. El premio se entrega en memoria del escritor Osaragi Jirō tanto a novelas, como también a textos históricos y a obras que no son de ficción. Se premian textos destacados en prosa sobre historia, historia cultural e historia de la literaria. El galardón se instauró en 1973, año en que falleció el escritor que da el nombre al premio y se ha otorgado de manera ininterrumpida desde 1974 y en los años sucesivos. Los ganadores son galardonados con una medalla y con un premio en dinero, cuyo monto asciende a dos millones de yen japoneses. 
En 2001 Asahi Shimbun creó además el Premio de Crítica Osaragi-Jirō (大佛次郎論壇賞, Osaragi Jirō rondanshō).

## Premiados
Autores que han obtenido este premio cada año:
- 1974
  - Nakano Yoshio por  Tokutomi Roka (徳冨蘆花)
  - Umehara Takeshi por Suitei no uta: Kakinomoto no Hitomaro-ron (水底の歌　柿本人麿論)
- 1975
  - Yamakawa Kikue por Oboegaki: Bakumatsu no Mito-han (覚書　幕末の水戸藩)
  - Yoshida Hidekazu por Yoshida Hidekazu zenshū (吉田秀和全集)
- 1976
  - Chin Shunshin por Tonkōshi no tabi (敦煌の旅)
  - Katō Kyūzō por Ten no hebi – Nikolai Newski no shōgai (天の蛇－ニコライ・ネフスキーの生涯, ~ Nikorai Nefusuki no shōgai)
- 1977
  - Hotta Yoshie por Francisco de Goya (フランシスコ・デ・ゴヤ, Furanshisuko de Goya)
  - Maruyama Masao por Senchū to sengo no aida (戦中と戦後の間)
- 1978
  - Kondō Noboyuki por Kojima Usui (小島烏水)
  - Takada Hiroshi por Kotoba no umi e Ōtsuki Fumihiko-den (言葉の海へ　大槻文彦伝)
- 1979
  - Kawamori Yoshizō por Paris no yūshō – Baudelaire no Paris (パリの憂愁 - ボードレールのパリ, ~ Bōdorēru no Pari)
  - Hinata Yasushi por Hate naki tabi (果てなき旅)
- 1980
  - Tomonaga Shinichirō für Butsurigaku to wa nan darōka (物理学とは何だろうか)
  - Katō Shūichi für Nihon bungakushi josetsu (日本文学史序説)
- 1981
  - Abe Kinya por Chūsei no mado kara (中世の窓から)
  - Uchida Yoshihiko por Sakuhin toshite no shakaikagaku (作品としての社会科学)
- 1982
  - Tsurumi Shuntsuke por senjiki nihon no seishinshi (戦時期日本の精神史)
  - Kawai Hayao für Mukashibanashi to nihonjin no kokoro («La psique japonesa: motivos principales en los cuentos de hadas de Japón»s) (昔話と日本人の心)
- 1983
  - Ōe Kenzaburō por Atarashii hito yo ganzameyo (新しい人よ眼ざめよ)
  - Shimura Fukumi por Isshoku isshō (一色一生)
- 1984
  - Kin Sekihan por Kazantō (火山島)　
  - Hoga Tooru por Kaiga no ryōbun: Kindai nihon hikakubunkashi kenkyū (絵画の領分　近代日本比較文化史研究)
- 1985
  - Ōe Shinobu por Kogarashi no toki (凩の時)　
  - Miura Tesuo por Hakuya o tabisuru hitobito (白夜を旅する人々)
- 1986
  - Ide Magoroku por Owari naki tabi - „Chūgoku zanryōkoji“ no rekishi to genzai (終わりなき旅－「中国残留孤児」の歴史と現在)
  - Kaga Otohiko por Jitsugen (湿原)
- 1987
  - Yamada Akira por Augustinus kōwa (アウグスティヌス講話)
- 1988
  - Shiba Ryōtarō por Dattan shippūroku (韃靼疾風録)
  - Yamada Keiji por Kuroi kotoba no kūkan – Miura Baien no jizen tetsugaku (黒い言葉の空間－三浦梅園の自然哲学)
- 1989
  - Nishimura Saburō por Linné to sono shitotachi (リンネとその使徒たち)
  - Harada Masazumi por Minamata ga utsusu sekai (水俣が映す世界)
- 1990
  - Miyashita Shirō por Hon no toshi Lyon (本の都市リヨン)
  - Fujikawa Hideo por Kan Chazan (菅茶山)
  - Nakamura Yoshikazu por Sei naru Roshia o motomete: Kyūkyōto no Yūtopia (聖なるロシアを求めて 旧教徒のユートピア)
- 1991
  - Ōzasa Yoshio por Kagan no hito: Hanayagi Shōtarō (花顔の人 花柳章太郎)
- 1992
  - Yan Ansheng por Nihon ryūgaku seishinshi (日本留学精神史)
  - Konishi Jinichi por Nihon Bungeishi (日本文藝史)
- 1993
  - Nakamura Takafusa por Shōwa-shi (昭和史)
  - Tada Tomio por Meneki no imiron (免疫の意味論)
- 1994
  - Kamei Shunsuke por American Hero no keifu (アメリカン・ヒーローの系譜, Amerikan hīrō ~)
  - Yoshimura Akira por Tengu sōran (天狗争乱)
- 1995
  - Oda Kyūrō[2] por Sengo shidan shishi (戦後詩壇私史)
  - Nakazono Eisuke por Torii Ryūzō-den (鳥居龍蔵伝)
- 1996
  - Sugimoto Hidetarō por Heike Monogatari (平家物語)
  - Yamaguchi Masao por „Haisha“ no seishinshi (「敗者」の精神史)
- 1997
  - Nakanichi Sususmu für Genji Monogatari to Haku Kyoi (源氏物語と白楽天)
  - Nakajima Hideto für Robert Hooke: Newton ni kesareta otoko (ロバート・フック　ニュートンに消された男, Robāto Fukku: Nyūton ~)
- 1998
  - Kita Morio por Seinen Mokichi, Sōnen Mokichi, Hōkō Mokichi, Mochiki Bannen (青年茂吉, 壮年茂吉, 茂吉彷徨, 茂吉晩年)
- 1999
  - Takai Yuichi por Takaraka na banka (高らかな挽歌)
  - Maruya Saiichi porShinshin hyakunin isshu (新々百人一首)
- 2000
  - Yasuoka Shōtarō por Kagamigawa (鏡川)
- 2001
  - Tsushima Yūko por Warai Ōkami (笑いオオカミ)
  - Hagiwara Nobitoshi por Tōi gake: Ernest Satow nikkishō (遠い崖 アーネスト・サトウ日記抄)
- 2002
  - Osabe Hideo por Sakurambo to kirisuto: Mō hitotsu no Dazai Osamu-den (桜桃とキリスト もう一つの太宰治伝)
  - Kameyama Ikuo por Haritsuke no roshia: Stalin to geijutsukatachi (磔のロシア スターリンと芸術家たち)
- 2003
  - Yamamoto Yoshitaka por Jiryoku to jūryoku no hakken (磁力と重力の発見)
- 2004
  - Saeki Kazumi por Tettō kazoku (鉄塔家族)
  - Wakakuwa Midori por Quattro ragazzi: Tenshōken ōshōnen shisetsu sekaiteikoku (クワトロ・ラガッツィ 天正少年使節と世界帝国)
- 2005
  - Tomioka Taeko für Saikaku no kanjō (西鶴の感情)
  - Rībi Hideo (Ian Hideo Levy) für Chiji ni kudakete (千々にくだけて)
- 2006
  - Tasogawa Hiroshi por Kurosawa Akira vs Hollywood: „Tora! Tora! Tora!“ sono nazo no subete (黒澤明VS.ハリウッド 「トラ・トラ・トラ!」その謎のすべて)
  - Tsujihara Noboru por Hana wa sakuraki (花はさくら木)
- 2007
  - Yoshida Shūichi - Akunin (悪人)
  - Saishō Hazuki por Hoshi Shin’ichi: 1001 hanashi o tsukutta hito (星新一　一〇〇一話をつくった人)
- 2008
  - Iijima Kazuichi por Shussei zen’ya (出星前夜)
- 2009
  - Ishikawa Kyūyō por Kindai Shoshi (近代書史)